# Klewinowo
Klewinowo – wieś w Polsce położona w województwie podlaskim, w powiecie białostockim, w gminie Juchnowiec Kościelny.
Według Powszechnego Spisu Ludności z 1921 roku wieś zamieszkiwało 399 osób, wśród których 384 było wyznania rzymskokatolickiego, 13 prawosławnego a 2 mojżeszowego. Jednocześnie 398 mieszkańców zadeklarowało polską przynależność narodową a 9 białoruską. We wsi było 56 budynków mieszkalnych.
W latach 1975–1998 miejscowość administracyjnie należała do województwa białostockiego.
Urodził się tu Jan Kamieński – podpułkownik dyplomowany piechoty Wojska Polskiego, Armii Krajowej, NIE i NSZ, cichociemny.
Wierni kościoła rzymskokatolickiego należą do parafii Niepokalanego Poczęcia Najświętszej Maryi Panny w Tryczówce.